# Hof am Leithaberge
Hof am Leithaberge – gmina targowa w Austrii, w kraju związkowym Dolna Austria, w powiecie Bruck na der Leitha. Liczy 1 499 mieszkańców (1 stycznia 2014).